# Ross Barkley
Ross Barkley (født 5. december 1993 i Liverpool, England) er en engelsk fodboldspiller (midtbane), der spiller i Premier league hos Luton Town F.C.
Barkley spillede som ungdomsspiller Everton. I 2010 blev han indlemmet i klubbens seniortrup, og som 17-årig fik han den 20. august 2011 sin debut i en Premier League-kamp på hjemmebane mod Queens Park Rangers. I 2012 og 2013 var han udlejet til henholdsvis Sheffield Wednesday og Leeds United.

## Landshold
Barkley står (pr. september 2021) noteret for 33 kampe for Englands landshold, som han som 19-årig debuterede for 6. september 2013 i en VM-kvalifikationskamp på Wembley mod Moldova. Han var en del af den engelske trup til VM i 2014 i Brasilien.